# Näfels
Näfels is een plaats en voormalige gemeente in het Zwitserse kanton Glarus, en maakt sinds 1 januari 2011 deel uit van de gemeente Glarus Nord.

## Galerij

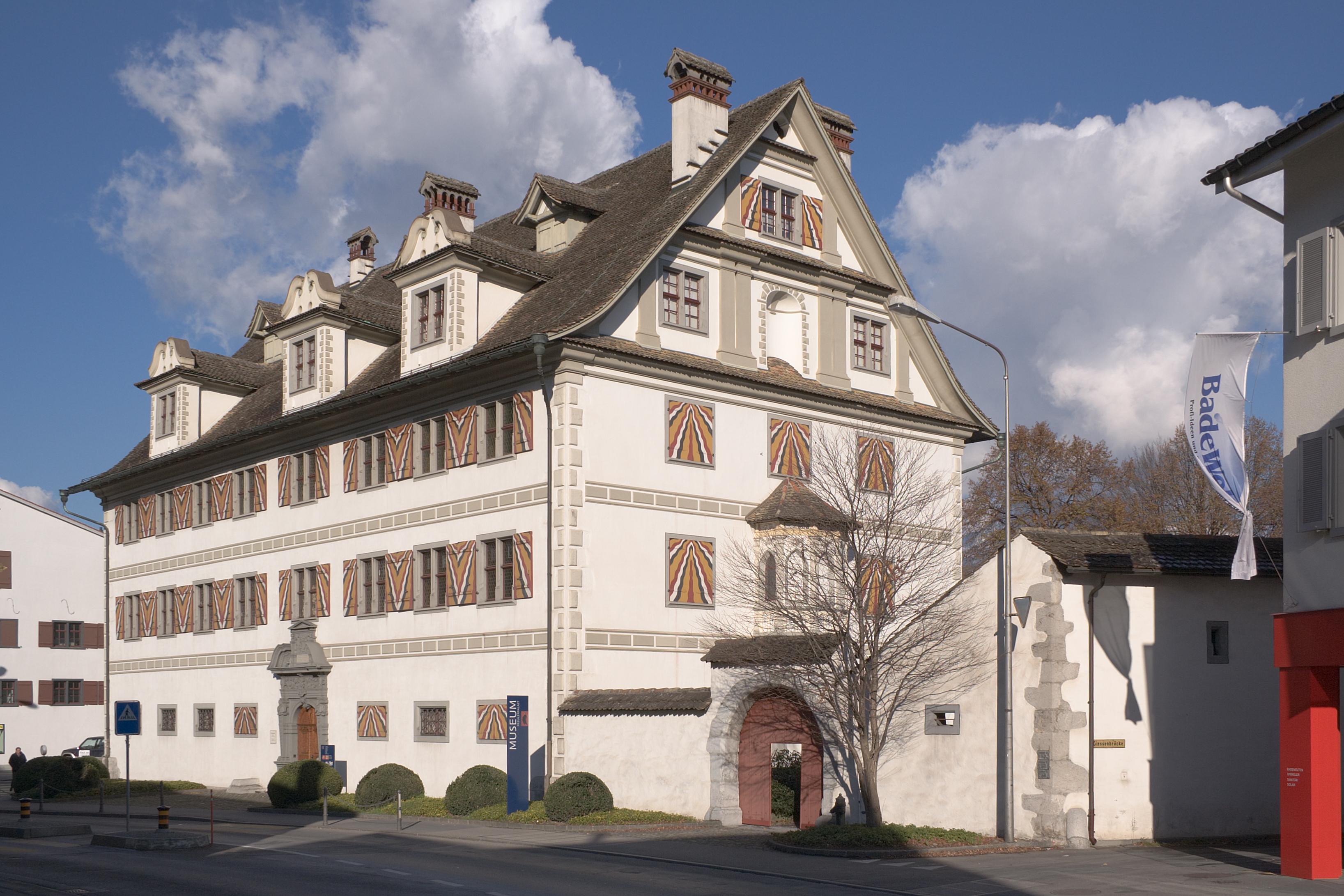
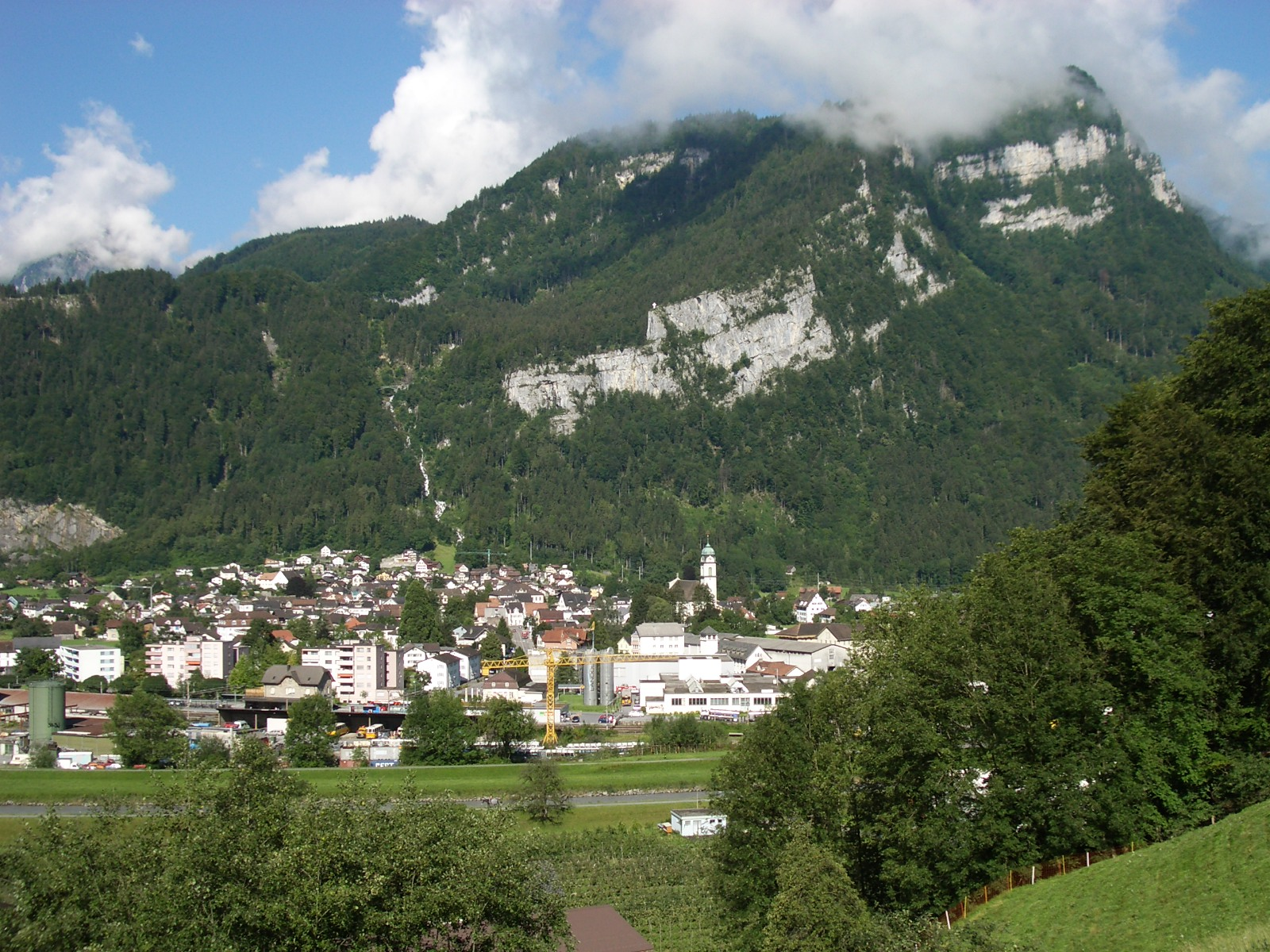
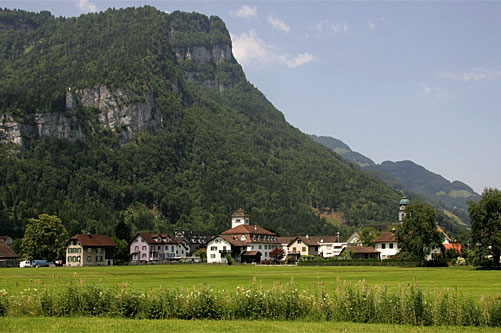
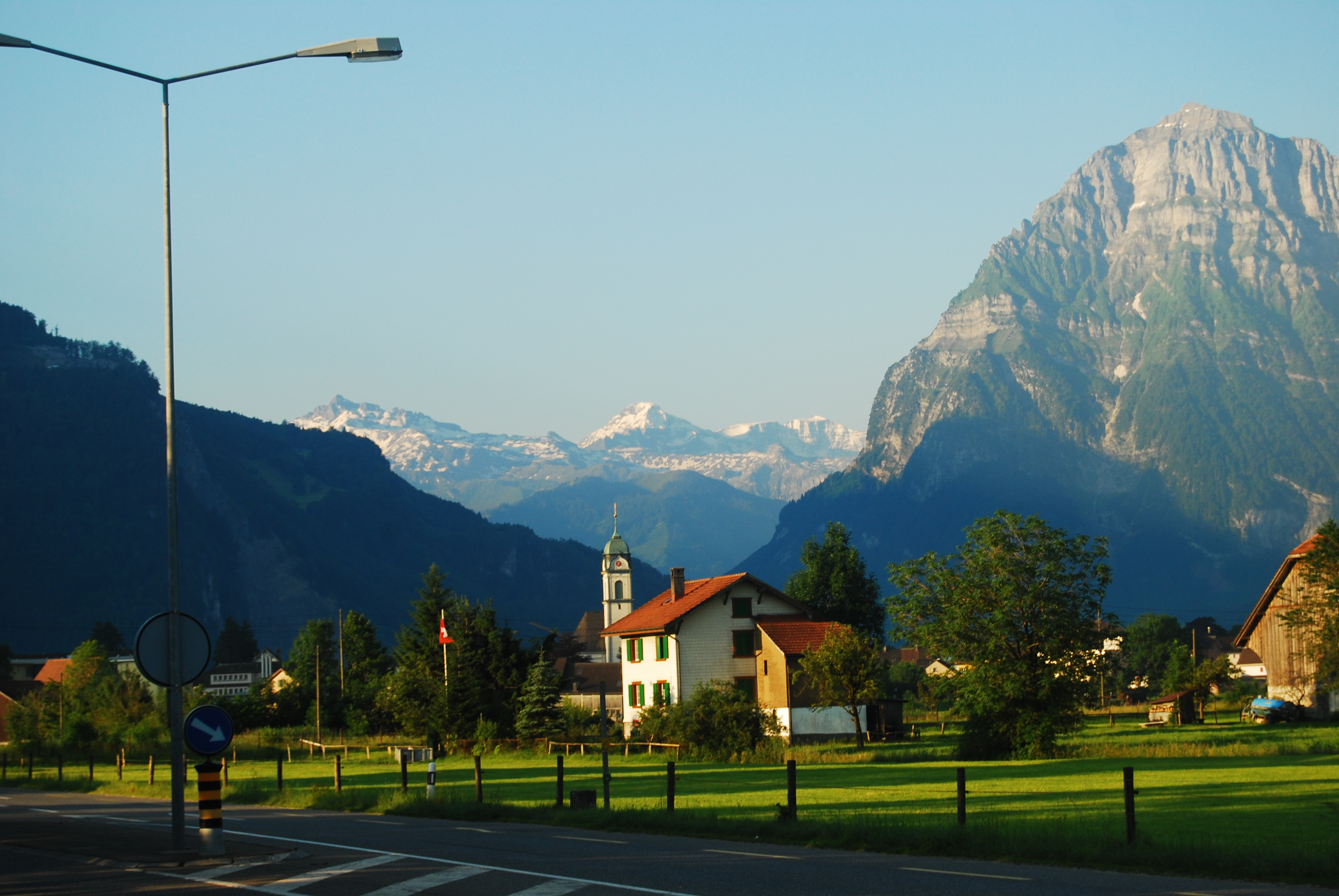
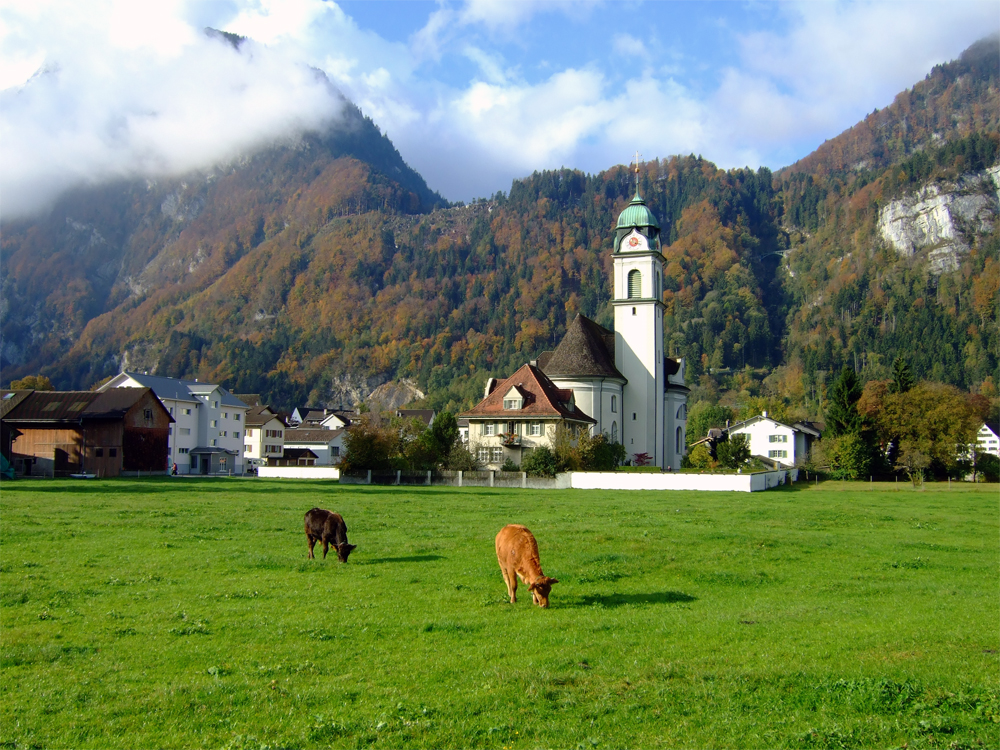
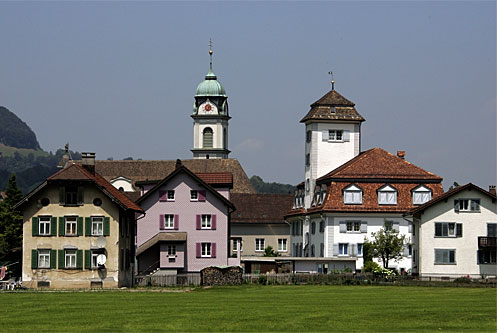

- Bibliothèque nationale de France: cb12222321g (data)
- Gemeinsame Normdatei: 7569376-8
- Historisch woordenboek van Zwitserland: 000776
- Library of Congress Control Number: n93098487
- MusicBrainz: 72d4d85f-b945-45cc-a0a4-2378bcac8952
- Nationale Bibliotheek van Israël: 987007535430305171
- Virtual International Authority File: 139706293
- WorldCat: E39PBJjhGpvkxkGw8Xw7kRyDbd